# Stephen Scott (compositore)
Stephen Scott (Corvallis, 10 ottobre 1944 – 10 marzo 2021) è stato un compositore statunitense.
È noto soprattutto per il suo sviluppo del pianoforte ad arco (preso in prestito da C. Curtis-Smith, che ne inventò la tecnica nel 1972), che prevede un pianoforte a coda suonato da un ensemble di dieci musicisti che utilizzano lunghezze di crine di cavallo in colofonia, filamenti di nylon e altri utensili per piegare le corde, creando un suono simile a quello di un'orchestra. Scott fondò il Bowed Piano Ensemble nel 1977. Il suo lavoro è associato allo stile di composizione minimalista.
Studiò con Homer Keller presso l'Università dell'Oregon. Ha insegnato musica al Colorado College e all'Evergreen State College ed è stato compositore ospite alla Aspen Music School, al New England Conservatory, all'Università di Princeton, all'University of Southern California, e in diverse università e conservatori in Australia e in Europa.
New Albion Records pubblicò numerosi album della Bowed Piano Ensemble. Scott eseguì e compose brani in tredici limiti di accordatura di Terry Riley.